# Helicoverpa temperata
Helicoverpa temperata är en fjärilsart som beskrevs av Walker 1857. Helicoverpa temperata ingår i släktet Helicoverpa och familjen nattflyn. Inga underarter finns listade i Catalogue of Life.